# زبان ترکی استانبولی
ترکی استانبولی (به ترکی استانبولی: Türkçe)، یا ترکیِ ترکیه‌ای (Türkiye Türkçesi) یک زبان طبیعی از زبان‌های شاخهٔ جنوب غربی یا گروه اوغوز خانوادهٔ زبان‌های ترکی است که ۸۸ میلیون نفر در سراسر جهان به عنوان زبان نخست یا دوم با آن سخن می‌گویند. این زبان رایج‌ترین زبان از شاخهٔ زبان‌های ترکی است. جغرافیای آن ترکیه و قبرس شمالی و بخش‌هایی از عراق، یونان، بلغارستان، مقدونیه شمالی، کوزوو، آلبانی و دیگر بخش‌های شرقی اروپا را در بر می‌گیرد. سالانه جمعیت بسیاری نیز از ترکیه به غربِ اروپا و به ویژه آلمان مهاجرت می‌کنند که موجب گفتگوی ترکی در آن مناطق می‌شود.
ریشهٔ زبان ترکی را می‌توان در ترکستان چین در آسیای مرکزی جست. نیای ترکی استانبولی، ترکی عثمانی، به عنوان زبان رسمی امپراتوری عثمانی، با گسترش قلمرو آن‌ها، در مناطق کنونی پراکنده شد و جای زبان‌های بومی پیشین، به‌ویژه یونانی را، گرفت. آتاترک (نخستین رئیس‌جمهور ترکیه) در سال ۱۹۲۸ با انجام اصلاحات بی‌شماری در ترکی عثمانی، الفبای عربی عثمانی را با الفبای لاتین جایگزین نمود و کلمه هایِ پرشمار عربی، فارسی و… را از این زبان زدود.
ترکی استانبولی، زبانی پیوندی است و هماهنگی واکه‌ای و هم‌چسبی از ویژگی‌های آن به‌شمار می‌رود. ترتیب واژگان آن در جمله به‌صورت نهاد-مفعول-فعل است و حالت اسمی و جنس دستوری نیز در آن یافت نمی‌شود.

## دسته‌بندی
ترکی استانبولی عضوی از گروه اوغوز خانواده زبان‌های ترکی است. دیگر اعضای آن شامل ترکی خراسانی در شمال شرق ایران ترکی آذربایجانی، در جمهوری آذربایجان و شمال غرب ایران، گاگائوزی در گاگائوزیا، قشقایی در جنوب ایران و ترکمنی ترکمنستان و شمال شرق ایران هستند. دسته‌بندی زبان‌های ترکی پیچیده است. مهاجرت مردمان ترک، درهم‌آمیختگی آن‌ها با یکدیگر و با مردمان غیرِترک‌زبان یک وضعیت پیچیده و گستردهٔ زبانی ایجاد کرده است.

## پیشینه
آناتولی از دوران قدیم، خانهٔ مردمان گوناگونی بود که از آن جمله آشوریان، هیتی‌ها، لووی‌ها، هوری‌ها، ارمنی‌ها، یونانی‌ها، کیمری‌ها، سکاها، گرجی‌ها، کولخیسی‌ها، کاریایی‌ها، لیدیایی‌ها، لیقیه‌ای‌ها، فریگیهای‌ها، عرب‌ها، کردوها، کاپادوکیه‌ای‌ها و کیلیکیه‌ای‌ها و بسیاری دیگر بودند.
جنگ با ترک‌ها در اوایل سدهٔ یازدهم میلادی، موجب کشته شدن یا بردگی بسیاری از این مردمان بومی شد. با خالی شدن این نواحی از سکنه، قبیله‌های ترک به این ناحیه‌ها کوچ کردند. ترک‌زبان شدن بومیان آناتولی به‌علت تغییر دین بسیاری از مردم به اسلام و تا حدودی به‌دلیل ازدواج ترک‌ها با مردم بومی بود. علت این تُرکیدگی مردم‌های بومی نخست وجود فرهنگ یونانی در اغلب جمعیت بود و دوم اینکه مردم سرزمین‌های اشغال شده ترجیح می‌دادند تا به این شیوه دارایی‌های خود را حفظ کنند.

### ترکی عثمانی
در سدهٔ دهم میلادی و در پی اسلام آوردن آل افراسیاب و ترک‌های دودمان سلجوق، که نیاکان نژادی و فرهنگی عثمانیان بودند، زبان رسمی این کشورها وام‌واژه‌های بسیاری را از عربی و فارسی پذیرفت. در دوران عثمانی، ادبیات ترکی عثمانی، به‌ویژه شعر دیوانی، به‌شدت تحت تأثیر فارسی قرار داشت، در وزن شعری از فارسی پیروی می‌کرد و وام‌واژگان فراوانی را از آن پذیرفته بود. ترکی عثمانی، زبان رسمی و ادبی در دوران امپراتوری عثمانی (حدود ۱۲۹۹ تا ۱۹۲۲)، ترکیبی از ترکی، فارسی و عربی بود که با ترکی استانبولی امروزی تفاوت قابل توجهی داشت و بیرون از دربار سلطنتی تا حد زیادی برای ترک‌زبان‌های کوچه و خیابان قابل درک نبود. این ترکی گفتاری، که به نام kaba Türkçe یا «ترکی سخت» نیز شناخته می‌شد، توسط افراد کم‌سواد و همچنین روستایی‌ها تکلم می‌شد و دارای درصد بیشتری از واژه‌های بومی ترکی بود و به‌عنوان پایهٔ زبان ترکی استانبولی نوین درآمد.

### اصلاحات زبانی
با بنیان‌گذاری ترکیه پس از تجزیهٔ عثمانی، و تغییر خط از خط عربی به خط لاتین، انجمن زبان ترکی استانبولی در سال ۱۹۳۲ در دوران مصطفی کمال آتاترک، با هدف پژوهش در زبان ترکی استانبولی، بنیان نهاده شد. یکی از هدف‌های این سازمان تازه‌تأسیس، آغاز اصلاحات زبانی برای جایگزینی وام‌واژه‌های فارسی و عربی با برابرهای ترکی آن‌ها بود. این سازمان با ممنوعیت استفاده از وام‌واژه‌ها در مطبوعات، موفق به حذف چند صد واژهٔ خارجی از ترکی استانبولی شد. این انجمن برای واژه‌سازی نه تنها از واژه‌های ترکی که در آناتولی به فراموشی سپرده شده بودند استفاده می‌کرد، بلکه شماری از واژگان ترکی باستان را که برای سده‌ها بی‌کاربرد بودند، احیا کرد.
به‌دلیل این تغییر ناگهانی در زبان، زبان پیران و جوانان در ترکیه از نظر نوع واژه‌ها متفاوت است؛ نسل‌هایی که قبل از دههٔ ۱۹۴۰ زاده شده‌اند از اصطلاح‌های قدیمی‌تر با اصالت عربی یا فارسی استفاده می‌کنند و نسل‌های جوان‌تر اصطلاح‌های جدید را ترجیح می‌دهند. این تغییر به گونه‌ای بود که سخنرانی خود آتاتورک در پارلمان جدید در سال ۱۹۲۷ که به سبک عثمانی بود، برای ترک‌زبان‌های بعدی کاملاً بیگانه به نظر می‌رسید و لازم بود به ترکی نوین «ترجمه» شود. این ترجمه کردن سه بار، ابتدا در سال ۱۹۶۳، سپس در ۱۹۸۶ و اخیراً در سال ۱۹۹۵، انجام شده است.

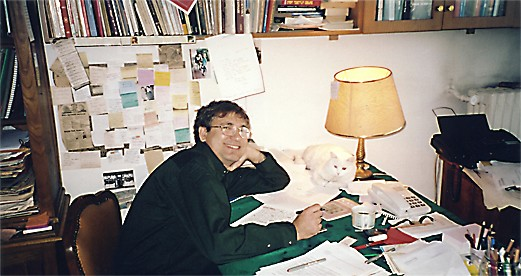
اورهان پاموک نویسنده و رمان‌نویس ترک‌زبان، برنده جایزه نوبل ادبیات

کار انجمن زبان ترکی استانبولی در چند دههٔ گذشته ایجاد واژه‌های تازه ترکی برای بیان مفاهیم و فناوری‌های نو بوده است. بسیاری از این واژه‌های جدید، به‌ویژه اصطلاح‌های فناوری اطلاعات، مورد استقبال گستردهٔ مردم قرار گرفته‌اند. با این حال، این سازمان گاهی وقت‌ها به‌دلیل ایجاد واژه‌هایی که ساختگی و مصنوعی به نظر می‌رسند، مورد انتقاد قرار می‌گیرد. همچنین برخی از واژه‌های پیشنهادی - مانند bölem به جای fırka (به معنی «حزب سیاسی») - نتوانسته‌اند با اقبال عمومی روبرو شوند (fırka با وام‌واژه فرانسوی parti جایگزین شده است). برخی از واژه‌های احیاشده از ترکی باستان معنی ویژه‌ای گرفته‌اند؛ مثلاً betik که در اصل برای واژه «کتاب» پیشنهاد شده بود، امروزه به معنای زبان اجرانامه‌نویسی در علوم رایانه کاربرد دارد.
چند نمونه از واژه‌های ترکی نوین و وام‌واژه‌های قدیمی:
| ترکی عثمانی             | ترکی نوین | برابر فارسی            | یادداشت |
| ----------------------- | --------- | ---------------------- | --- |
| müselles/ مثلث          | üçgen     | سه‌گوش، مثلث            | متشکل از اسم üç و پسوند -gen                                                                                              |
| tayyare/ طیاره          | uçak      | هواپیما                | از فعل uçmak («پرواز کردن») گرفته شده است. این واژه در ابتدا برای «فرودگاه» پیشنهاد شده بود.                              |
| nispet/ نسبت            | oran      | نسبت                   | امروزه واژه قدیمی همراه با واژه نو هنوز در زبان گفتاری استفاده می‌شود. واژه نو از فعل or- (بریدن) در ترکی باستان آمده است. |
| şimal/ شمال             | kuzey     | شمال                   | از اسم kuz («جای تاریک و سرد»، «سایه») در ترکی باستان آمده است.                                                           |
| teşrinievvel/ تشرین اول | ekim      | تشرین اول/اکتبر (آبان) | اسم ekim به معنای کارِ «کاشتن» است که به کاشت بذر غلات در پاییز، که در ترکیه بسیار رایج است، اشاره دارد.                   |

## جغرافیای زبانی

ترکی استانبولی در جهان
زبان رسمی
زبان رسمی در بخش (هایی) از کشور
زبان اقلیت به رسمیت‌شناخته‌شده

ترکی استانبولی زبان بومی ترک‌های آناتولی است و توسط مهاجرهای ترک‌زبان در ۳۰ کشور دیگر نیز گویش می‌شود. بیش از دو میلیون ترک‌زبان در آلمان نیز زندگی می‌کنند و جوامع بزرگ ترک‌زبانی در ایالات متحدهٔ آمریکا، فرانسه، هلند، اتریش، بلژیک، سوئیس و انگلستان نیز وجود دارد. به‌دلیل همگون‌سازی فرهنگی مهاجرهای ترک‌زبان در کشورهای میزبان، همهٔ آن‌ها نمی‌توانند به این زبان با تسلط بومی صحبت کنند.
۹۳٪ از جمعیت ترکیه در سال ۲۰۰۵، برابر با حدود ۶۷ میلیون نفر در آن زمان، گویشور بومی ترکی استانبولی بودند و کردی زبان بیشتر سایرین بود.

### وضعیت رسمی

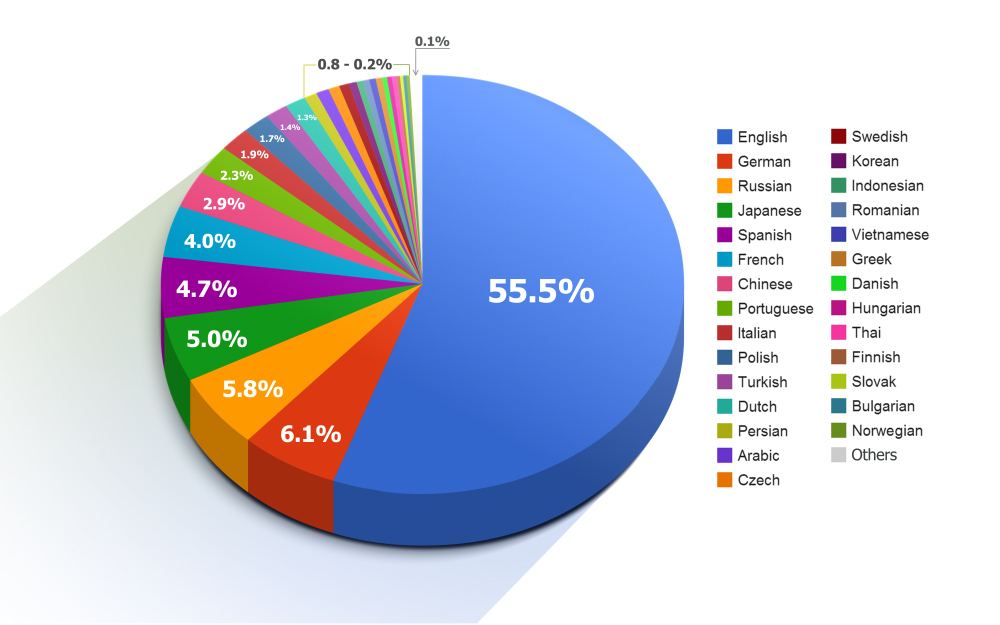
نمودار دایره‌ای از زبان‌های مورد استفاده بر روی اینترنت

ترکی استانبولی زبان رسمی ترکیه و یکی از زبان‌های رسمی قبرس است. این زبان همچنین در ۳۸ شهرداری در کوزوو، دو تا در مقدونیهٔ شمالی و استان کرکوک عراق رسمی است.
انجمن زبان ترکی استانبولی (Türk Dil Kurumu یا TDK) سازمان تنظیم‌کنندهٔ زبان در ترکیه است که در سال ۱۹۳۲ تحت عنوان Türk Dili Tetkik Cemiyeti («انجمن پژوهشی زبان ترکی استانبولی») بنیان نهاده شد. این سازمان تحت تأثیر ایدئولوژی سره‌گرایی زبانی است و در واقع یکی از وظایف اصلی آن جایگزینی وام‌واژگان و ساختارهای دستوری خارجی با برابرهای ترکی بود. این تغییرات در کنار پذیرش الفبای لاتین در سال ۱۹۲۸، زبان ترکی استانبولی گفتاری امروزی را شکل داد. انجمن زبان ترکی استانبولی در سال ۱۹۵۱ با لغو شرط ریاست آن توسط وزیر آموزش به صورت یک نهاد مستقل درآمد. این سازمان در پی کودتای ۱۹۸۰ و تغییرات قانون اساسی ۱۹۸۲، در اوت ۱۹۸۳ دوباره به یک نهاد دولتی تبدیل شد.

## واج‌شناسی

### واکه‌ها

واکه‌های ترکی استانبولی

واکه‌های ترکی استانبولی به ترتیب الفبایشان به‌صورت ⟨a⟩, ⟨e⟩, ⟨ı⟩، ⟨i⟩, ⟨o⟩, ⟨ö⟩، ⟨u⟩, ⟨ü⟩ هستند. تنها واکهٔ مرکب در ترکی /j/ است که تنها در وام‌واژگان یافت می‌شود.
در ترکی استانبولی هماهنگی واکه‌ای وجود دارد؛ به این معنا که واکه‌های کشیده (مثل آ-ای-او) و کوتاه (مثل اَ-اِ-اُ) همزمان در یک واژه نمی‌توانند بیایند. این ویژگی محدودیت‌هایی در تلفظ و گویش واکه‌ها ایجاد می‌کند و به همین دلیل است که در این زبان صالِح به صالیح، دانِش به دانیش یا اَلله به آللاه تبدیل می‌شود. هماهنگی واکه‌ای دارای استثناهایی، به‌خصوص در وام‌واژه‌هاست و قواعد آن بسته به منطقه تفاوت چشمگیری دارد.

### همخوان‌ها
در ترکی استانبولی ۲۴ همخوان وجود دارد. این همخوان‌ها به شرح زیرند:
|         |        | لبی | دندانی/ لثوی                             | پسالثوی                                | کامی | نرم‌کامی | چاکنایی |
| ------- | ------ | --- | ---------------------------------------- | -------------------------------------- | ---- | ------- | ------- |
| خیشومی  | خیشومی | m   | Error: {{آوا}}: برچسب زبان ناشناخته: n̪   |                                        |      |         |         |
| انسدادی | بی‌واک  | p   | Error: {{آوا}}: برچسب زبان ناشناخته: t̪   | t͡ʃ                                     | (c)  | k       |         |
| انسدادی | واک‌دار | b   | Error: {{آوا}}: برچسب زبان ناشناخته: d̪   | d͡ʒ                                     | (ɟ)  | ɡ       |         |
| سایشی   | بی‌واک  | f   | Error: {{آوا}}: برچسب زبان ناشناخته: s̪   | ʃ                                      |      |         | h       |
| سایشی   | واک‌دار | v   | Error: {{آوا}}: برچسب زبان ناشناخته: z̪   | ʒ                                      |      |         |         |
| ناسوده  | ناسوده | v   | (Error: {{آوا}}: برچسب زبان ناشناخته: ɫ̪) | Error: {{آوا}}: برچسب زبان ناشناخته: l̠ | j    | (ɰ)     |         |
| زنشی    | زنشی   |     | Error: {{آوا}}: برچسب زبان ناشناخته: ɾ   |                                        |      |         |         |

## دستور
ترکی استانبولی زبانی پیوندی است و از وندها به‌ویژه پسوندها استفادهٔ بسیاری می‌کند. در این زبان یک واژه می‌تواند وندهای بسیاری بپذیرد و همراه با آنان به واژگان دیگری تبدیل شود؛ مانند ایجاد فعل از اسم، یا اسم از ریشهٔ فعلی. بیشتر وندها کارکرد دستوری واژه را نشان می‌دهند.
استفادهٔ گسترده از پسوندها می‌تواند باعث ایجاد واژگان بلند شود؛ مثلاً Çekoslovakyalılaştıramadıklarımızdanmışsınızcasına به معنای «در چگونگی جزء کسانی بودن شما که ظاهراً نتوانستیم موفق به تبدیل آن‌ها به چکسلواکیایی شویم» است. در حالی که این مورد ساختگی است، واژگان بلند غالباً در ترکی روزمره وجود دارند، مانند عنوان Bayramlaşamadıklarımız در یک ستون روزنامه که به معنی «کسانی از ما که نمی‌توانیم درود فصل را با آن‌ها عوض کنیم». یک نمونه دیگر عبارت vazgeçilemezlerindendir است که به معنای «وحدت زبانی یک شرط لازم برای وحدت ملی است» می‌باشد.
در ترکی استانبولی زمان حال کامل (ماضی نقلی) وجود ندارد و برای این منظور واژگانی به گذشتهٔ ساده افزوده می‌شود تا معنی ماضی نقلی از آن برداشت بشود.
نمونه:
Bu filmi daha önce/önceden izledin mi? (این فیلم را دیدی؟) "daha önce" به معنی «پیش‌تر/در گذشته» است.
Bu filmi (daha önce) hiç izledin mi? (تاکنون این فیلم را دیده‌ای؟) "hiç" همان «هیچ» فارسی که در این جمله معنی «تاکنون» می‌دهد.
برخی حتی احتمال می‌دهند که صرف ماضی نقلی مانند «گَلمیشیم» یا «گَلمیشسین» (آمده‌ام، آمده‌ای) که در ترکی ترکیه موجود نیست، نتیجهٔ تأثیر فعل ماضی نقلی در زبان فارسی است.

## واژگان

ریشه واژگان ترکی استانبولی، از ۱۰۴٬۴۸۱ واژه، حدود ۸۶٪ ترکی و ۱۴٪ خارجی بودند

واژه‌نامهٔ رسمی زبان ترکی استانبولی به نام Güncel Türkçe Sözlük از انجمن زبان ترکی استانبولی در چاپ ۲۰۰۵، شامل ۱۰۴٫۴۸۱ واژه است که حدود ۸۶٪ آن‌ها ترکی است و ۱۴٪ دیگر اصالت خارجی دارند. عربی، فرانسوی، فارسی، ایتالیایی، انگلیسی و یونانی از جمله مهم‌ترین منابع واژگان خارجی در زبان ترکی استانبولی هستند.

### واژه‌سازی
ترکی استانبولی از هم‌چسبی ریشه‌های اسمی و فعلی برای واژه‌سازی استفاده می‌کند. بیشتر واژگان ترکی استانبولی از ترکیب پسوندهای اشتقاقی در مجموعهٔ نسبتاً کوچکی از واژگان اصلی ریشه گرفته‌اند.
ترکی استانبولی در مورد پسوند از اصول خاصی پیروی می‌کند. بیشتر پسوندها در این زبان بسته به گونهٔ واکه و همخوان در قوانین هماهنگی واکه-ریشه، بیش از یک شکل دارند. پسوندهایی که با همخوان آغاز می‌شوند از واک‌دار یا بی‌واک بودن همخوان پایانی ریشه پیروی می‌کنند؛ و در مورد پسوندهایی که با واکه آغاز می‌شوند، اگر ریشه با همخوان پایان یابد، یا در آن میان یک همخوان افزوده شود یا پسوند همخوان نخستین خود را از دست می‌دهد. برای افزودن پسوندها یک ترتیب معمول وجود دارد و به عنوان یک قاعده کلی، پسوندهای اشتقاقی پیش از پسوندهای عطفی می‌آیند و پس از آن‌ها واژه‌بست‌ها پدیدار می‌شوند، که در نمونه زیر این قوانین دیده می‌شود:
| استانبولی   | اجزا                    | فارسی    | گونه واژه  |
| ----------- | ----------------------- | -------- | ---------- |
| göz         | göz                     | چشم      | اسم        |
| gözlük      | göz + -lük              | عینک     | اسم        |
| gözlükçü    | göz + -lük + -çü        | عینک‌ساز  | اسم        |
| gözlükçülük | göz + -lük + -çü + -lük | عینک‌سازی | اسم        |
| gözlem      | göz + -lem              | تماشا    | اسم        |
| gözlemci    | göz + -lem + -ci        | نظاره‌گر  | اسم        |
| gözle-      | göz + -le               | ببین     | فعل (امری) |
| gözlemek    | göz + -le + -mek        | دیدن     | فعل (مصدر) |
| gözetlemek  | göz + -et + -le + -mek  | چشمک زدن | فعل (مصدر) |

نمونه‌ای دیگر که با ریشه فعل آغاز می‌شود:
| استانبولی | اجزا                        | فارسی                   | گونه واژه  |
| --------- | --------------------------- | ----------------------- | ---------- |
| yat-      | yat-                        | دراز بکش                | فعل (امری) |
| yatmak    | yat-mak                     | دراز کشیدن              | فعل (مصدر) |
| yatık     | yat- + -(ı)k                | کج                      | صفت        |
| yatak     | yat- + -ak                  | تخت، جای خواب           | اسم        |
| yatay     | yat- + -ay                  | افقی                    | صفت        |
| yatkın    | yat- + -gın                 | مایل                    | صفت        |
| yatır-    | yat- + -(ı)r-               | دراز بکش                | فعل (امری) |
| yatırmak  | yat- + -(ı)r-mak            | پایین گذاشتن چیزی/کسی   | فعل (مصدر) |
| yatırım   | yat- + -(ı)r- + -(ı)m       | سپرده‌گذاری، سرمایه‌گذاری | اسم        |
| yatırımcı | yat- + -(ı)r- + -(ı)m + -cı | سپرده‌گذار، سرمایه‌گذار   | اسم        |

واژگان جدید نیز، مانند آلمانی، بیشتر از ترکیب دو واژه تشکیل می‌شوند. ترکیبات می‌توانند به دو گونهٔ ساده و (s)Iدار باشند. در ترکیبات ساده، دو واژه (اسم و/یا صفت) بدون افزودن پسوند (s)I کنار هم قرار می‌گیرند؛ برای نمونه واژه دوست‌دختر kızarkadaş (kız + arkadaş) یا فلفل سیاه karabiber (kara + biber). چند مثال از واژگان مرکب در زیر آورده شده است:
| استانبولی  | فارسی     | اجزا                             | معنی         |
| ---------- | --------- | -------------------------------- | ------------ |
| pazartesi  | دوشنبه    | pazar («یکشنبه») و ertesi («پس») | پس از یکشنبه |
| bilgisayar | رایانه    | bilgi («دانش») و say- («شمردن»)  | دانش‌شمار     |
| gökdelen   | آسمان‌خراش | gök («آسمان») و del- («شکافتن»)  | آسمان‌شکاف    |
| başparmak  | انگشت شست | baş («نخست») و parmak («انگشت»)  | انگشت نخست   |
| önyargı    | پیش‌داوری  | ön («پیش») و yargı («داوری»)     | پیش‌داوری     |

واژگان مشتق (s)Iدار از افزوده شدن پسوند (s)I به واژه ساخته می‌شوند و واژه دوم با پسوند مالکیت سوم شخص مشخص خواهد شد. برای نمونه:
| استانبولی   | فارسی       | اجزا                           | پسوند مالکیت            |
| ----------- | ----------- | ------------------------------ | ----------------------- |
| el çantası  | کیف دستی    | el («دست») و çanta («کیف»)     | +sı                     |
| masa örtüsü | سفره رومیزی | masa («میز») و örtü («پوش»)    | +sü                     |
| çay bardağı | لیوان چای   | çay («چای») و bardak («لیوان») | +ı (k به ğ تبدیل می‌شود) |

## نوشتار

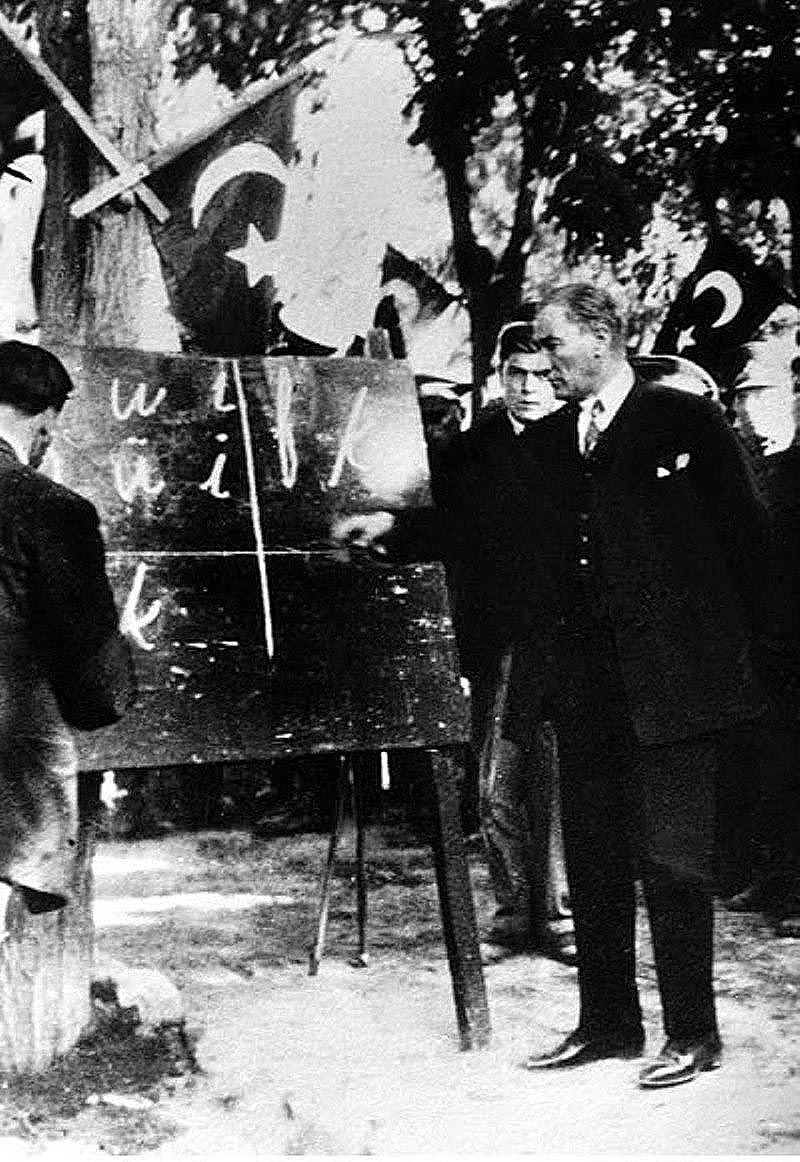
آتاترک و تدریس نمادین ۲۹ حرف جدید ترکی در شهر سینوپ ۱۹۲۸ میلادی

ترکی استانبولی برای نوشتار از الفبای لاتین استفاده می‌کند که در سال ۱۹۲۸ توسط آتاترک معرفی شد و جایگزین الفبای ترکی عثمانی شد که نسخه‌ای از خط عربی بود. الفبای پیشین فقط سه واکه آ، او و ای را نشان می‌داد و شامل چندین همخوان اضافی، همانند چند نوع حرف یکسان (ز، ذ، ض و ظ) برای یک همخوان /ز/، بود که در ترکی استانبولی کاربردی نداشتند. این خط همچنین به دلیل نداشتن واکه‌های کوتاه برای ترکی، که دارای هشت واکه بود، مناسب نبود.
اصلاح خط گام مهمی در اصلاحات فرهنگی آن دوره بود. وظیفه تهیه الفبای جدید و انتخاب اصلاحات لازم برای اصوات خاص ترکی به کمیسیون زبان که از زبان‌شناسان، دانشگاهیان و نویسندگان برجسته تشکیل شده بود، سپرده شد. معرفی الفبای ترکی جدید توسط مراکز آموزش عمومی در سراسر کشور، همکاری با شرکت‌های انتشاراتی و تشویق خود آتاترک، که در کشور می‌گشت و الفبا را به مردم می‌آموخت، مورد حمایت قرار گرفت. در نتیجه این تغییرات، سطح سواد در این جامعه جهان سومی نیز افزایش چشمگیری یافت.
الفبای ترکی استانبولی، از بیست و نه حرف از حروف لاتین تشکیل شده است؛ که با تغییرات جزئی به‌صورت الفبای ترک درآمده است. تغییر خط و جایگزینی حروف لاتین به‌جای حروف عربی با قانون شمارهٔ ۱۳۵۳ سال ۱۹۲۸ میلادی به تصویب رسید و مقرر گردید که حروف الفبای عربی، از مجموعهٔ سازمانی الفبا و زبان کشور ترکیه نسخ و به جای آن ۲۹ حرف از حروف لاتین جایگزین گردد. بدین طریق سیستم نوشتاری ترکیه از ترکی عثمانی به ترکی لاتین (Latince yazılan türkçe) تغییر یافت.
این حروف عبارتند از:
| A B C Ç D E F G Ğ H I İ J K L M N O Ö P R S Ş T U Ü V Y Z |
| a b c ç d e f g ğ h ı i j k l m n o ö p r s ş t u ü v y z |

گفتنی است که همخوان H در زبان‌های ترکی وجود نداشته و بخش بزرگی از واژگانی که این همخوان در آن‌ها بکار رفته وام‌واژه‌اند و در بقیه نیز بر اثر تغییرات زبانی این همخوان به آن‌ها افزوده شده است.

## تأثیر فارسی بر ترکی استانبولی
زبان فارسی در دوره‌ای طولانی زبان رسمی دربار سلاطین عثمانی بوده است. همچنین در دوران سلجوقیان نیز زبان رسمی پادشاه آن دودمان برای نامه‌نگاری بوده است‌.

### ۱. تأثیر واژگانی
بسیاری از کلمات ترکی استانبولی ریشه فارسی دارند، به‌ویژه در حوزه‌های ادبیات، هنر، معماری و مدیریت. برخی از این واژگان هنوز در ترکی مدرن استفاده می‌شوند، مانند:
- Rüzgar (رُخ‌زار - باد)
- Şehir (شهر)
- Bahçe (باغچه)
- Kumru (قُمری)
- Ateş ( آتش) و غیره.

### ۲. تأثیر در ادبیات و شعر
شاعران عثمانی مانند فضولی، ندیم و شیخ غالب از وزن و قالب‌های شعر فارسی، مانند غزل و مثنوی، تأثیر گرفتند. زبان فارسی در دربار عثمانی و در بین نخبگان به‌عنوان زبان ادبی و فرهنگی مورد استفاده قرار می‌گرفت.

### ۳. تأثیر در خط و خوشنویسی
ترکی عثمانی تا اوایل قرن ۲۰ با الفبای عربی-فارسی نوشته می‌شد و این امر باعث نفوذ بیشتر ساختارهای فارسی در ترکی شد.

### ۴. تأثیر در اصطلاحات روزمره
عبارات و اصطلاحاتی که هنوز در ترکی استانبولی وجود دارند و از فارسی آمده‌اند، شامل موارد زیر می‌شوند:
- Baş üstüne (بر چشم) – برای احترام به کار می‌رود.
- Canım (جانم) – برای محبت و خطاب دوستانه.
- Hayırdır inşallah (خیر باشد ان‌شاءالله) – هنگام مواجهه با یک اتفاق غیرمنتظره.